# Бојан Радак
Бојан Радак, српски је физички хемичар.

## Биографија
Докторирао је физичку хемију.
Био је саветник директора Директората за радијациону и нуклеарну сигурност и безбедност Србије - СРБАТОМ Доктор физичке хемије, у звању научног саветника.
Обављао је функцију директора Лабораторије за физичку хемију Института „Винча“, председника Научног већа Института „Винча“, помоћника директора Института „Винча“ и в.д. директор Института „Винча“.
Потпредседник је „Заједнице института Србије”, члан Комитета за нуклеарну сигурност Института „Винча“, члан Краљевског друштва за хемију” (УК), „Српског хемијског друштва” и „Друштва физикохемичара Србије”.
Као подручни уредник међународног научног часописа Journal of the Serbian Chemical Society.
Радак је аутор и коаутор више од 200 научних радова из области ласерске физичке хемије, ласерске обраде материјала, стабилних изотопа и хемије животне средине.

## Одабрани радови
- Analysis of the Interaction of Pulsed Laser with Nanoporous Activated Carbon Cloth, коаутор, 2011.
- Laser treatment of nanocomposite Ni/Ti multilayer thin films in air, коаутор, 2013.
- Laser-induced surface alloying in nanosized Ni/Ti multilayer structures, коаутор, 2013.
- Femtosecond laser surface patterning of steel and titanium alloy, коаутор, 2018.